# Borsökna
Borsökna är en bebyggelse som huvudsakligen ingår i tätorten Eskilstuna i Eskilstuna kommun. 
Borsökna ligger i Gillberga socken vid Borsöknasjön, som tidigare varit en reservvattentäkt. Större delen av området ingår sedan 2010 i tätorten Eskilstuna. Den västra delen av Borsökna var dessförinnan en separat tätort, Västra Borsökna. I den södra delen av Borsöknaområdet ligger småorten Hyndevad som före 2010 av SCB benämndes Borsökna + Hyndevad.
Namnet syftar på en gård som tidigare låg väster om Borsöknasjön, i Gillberga socken. Borsökna omtalas i skriftliga handlingar första gången 1244 Men gården är betydligt äldre. Området ligger inom ett område som utgjort en tätbefolkad bygd under bronsåldern. Norr om Borsöknasjön  vid byn Berga i vad som då var Floda socken finns ett egenartat gravfält med fyra eller fem så kallade Brobyhus, uppkallade efter liknande hus påträffade i Broby i Uppland. Bebyggelsen i området har funnits kvar.
Här finns en av kommunen driven badplats.

## Befolkningsutveckling
| Befolkningsutvecklingen i Borsökna/Västra Borsökna 1990–2005                                             | Befolkningsutvecklingen i Borsökna/Västra Borsökna 1990–2005 | Befolkningsutvecklingen i Borsökna/Västra Borsökna 1990–2005 | Befolkningsutvecklingen i Borsökna/Västra Borsökna 1990–2005 | Befolkningsutvecklingen i Borsökna/Västra Borsökna 1990–2005 |
| --- | ------------------------------------------------------------ | ------------------------------------------------------------ | ------------------------------------------------------------ | ------------------------------------------------------------ |
| |                                                              |                                                              |                                                              |                                                              |
| År |                                                              |                                                              | Folkmängd                                                    | Areal (ha)                                                   |
| 1990 | 1990                                                         |                                                              | 191                                                          | 97#                                                          |
| 1995 | 1995                                                         |                                                              | 246                                                          | 97#                                                          |
| 2000 | 2000                                                         |                                                              | 271                                                          | 96#                                                          |
| 2005 | 2005                                                         |                                                              | 482                                                          | 95                                                           |
| Anm.: Småorten Borsökna blev tätorten Västra Borsökna 2005, hopslagen med Eskilstuna 2010. # Som småort. |                                                              |                                                              |                                                              |                                                              |

## Bilder

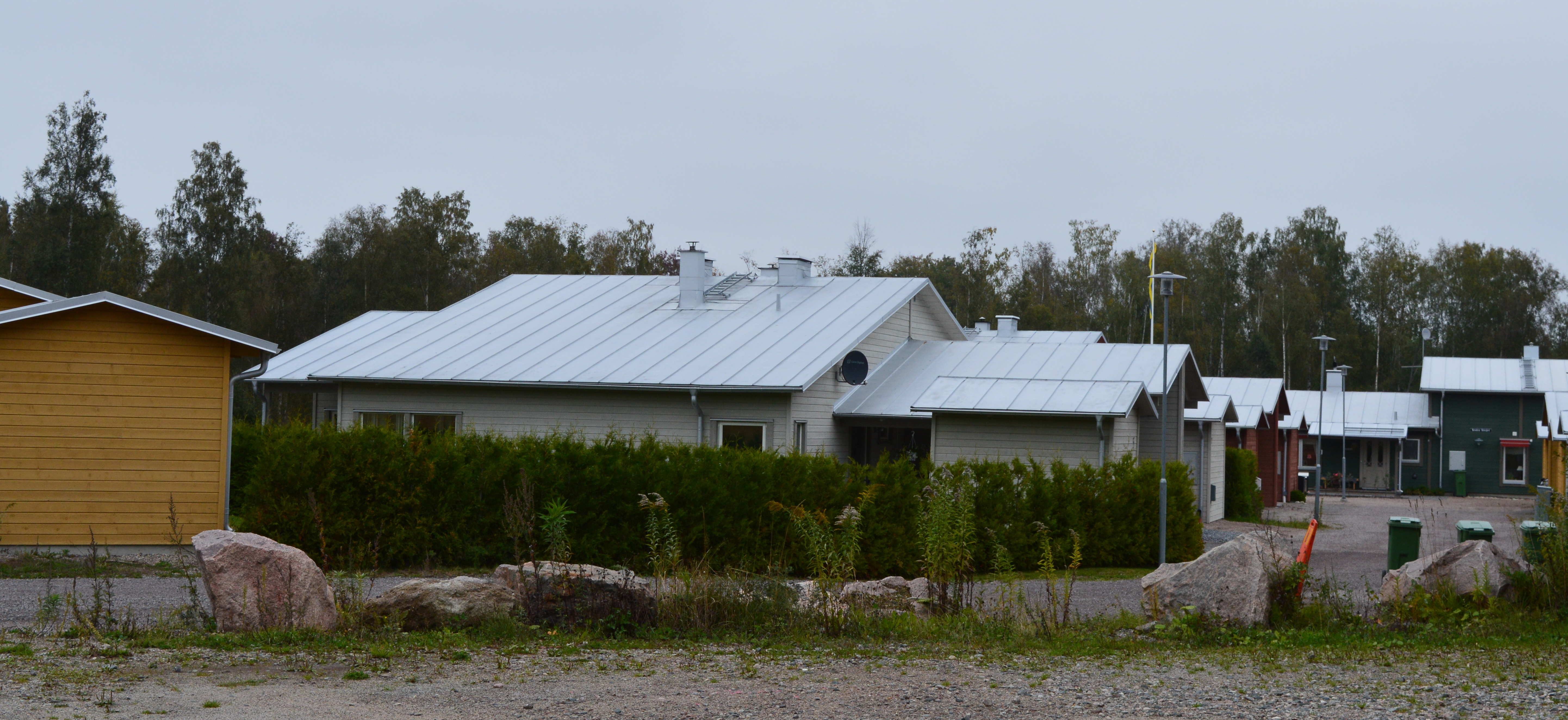
Nybyggda hus strax öster om badplatsen
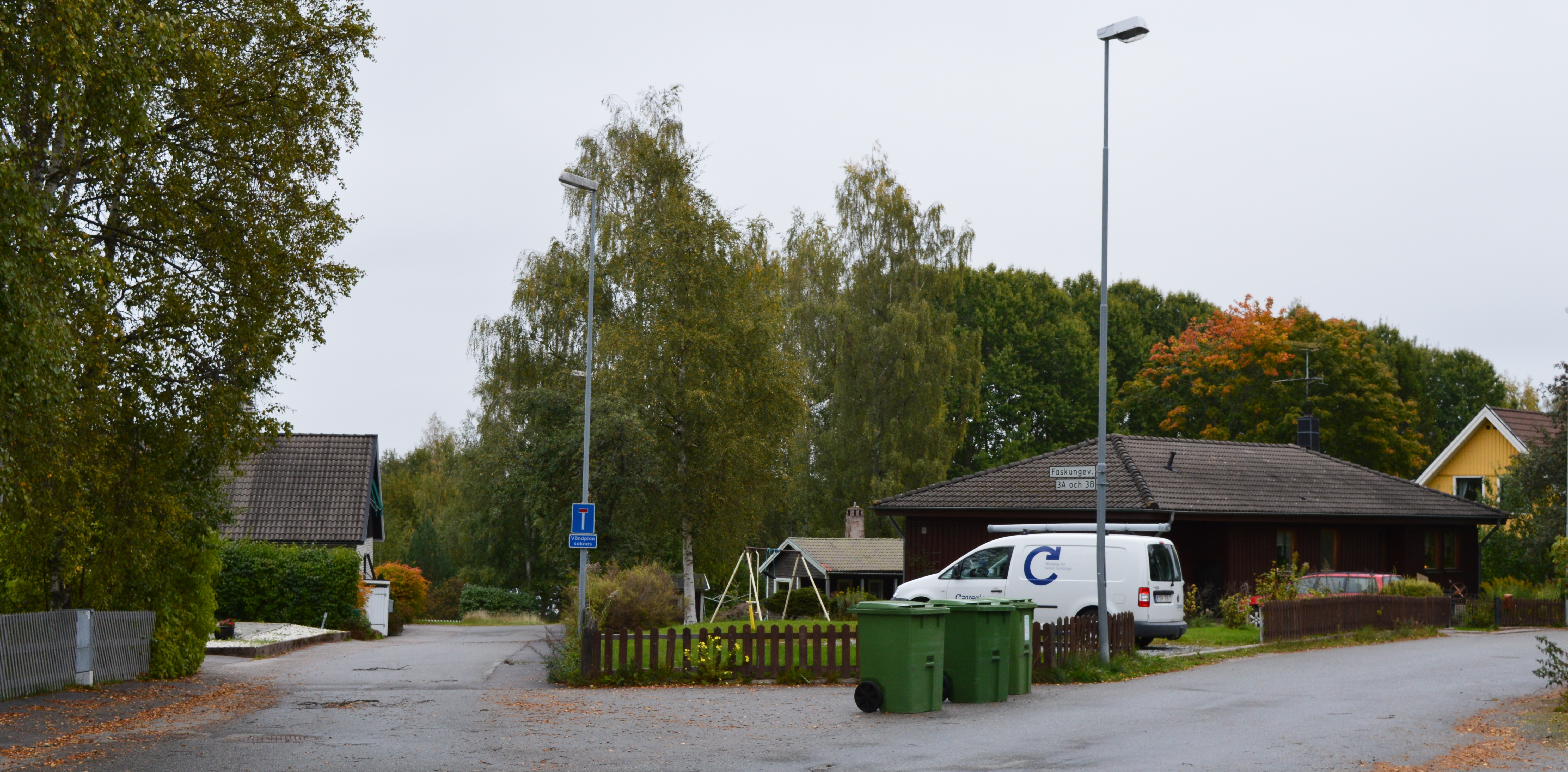
Hus vid Faskungevägen
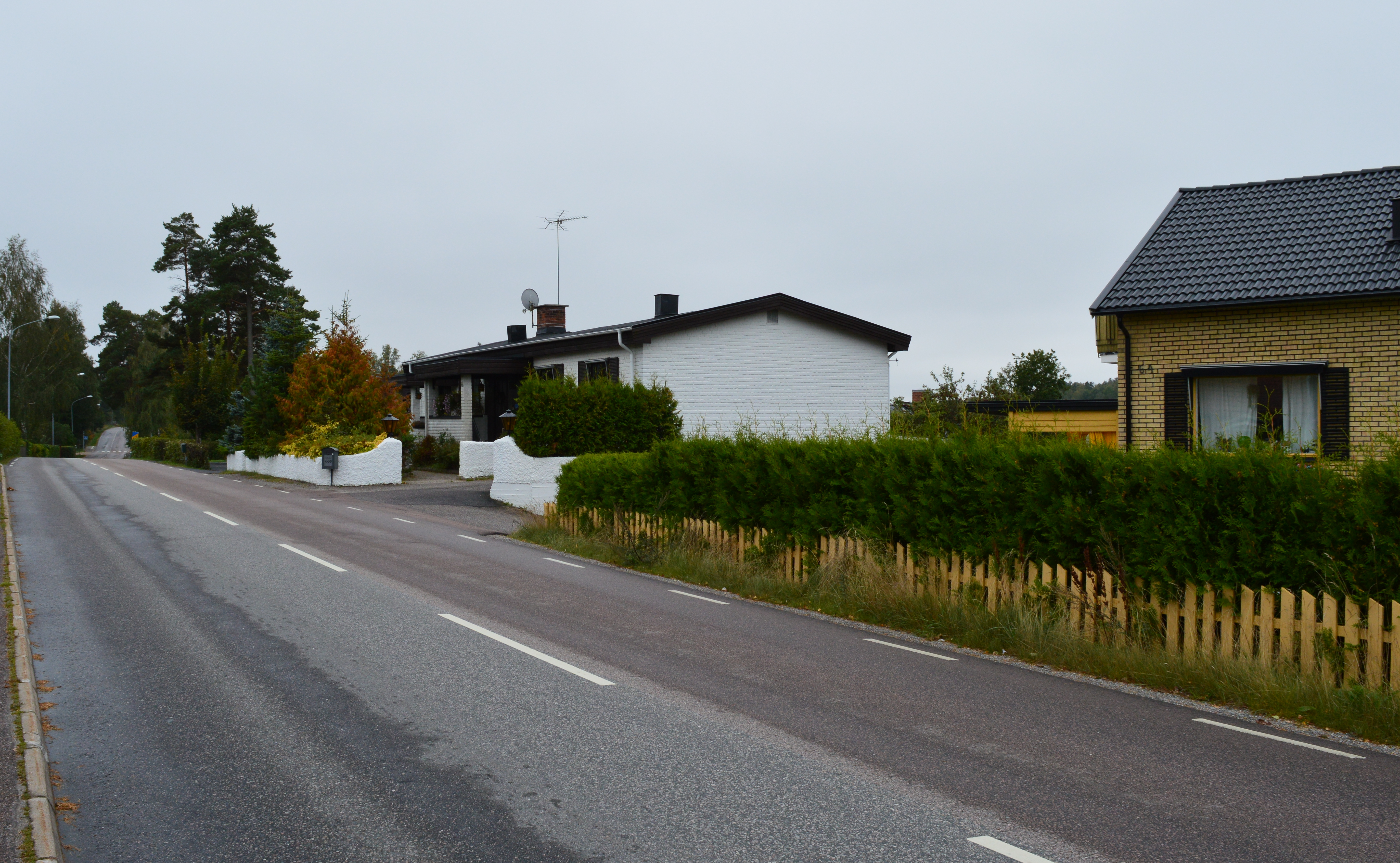
Hus längs Borsöknavägen
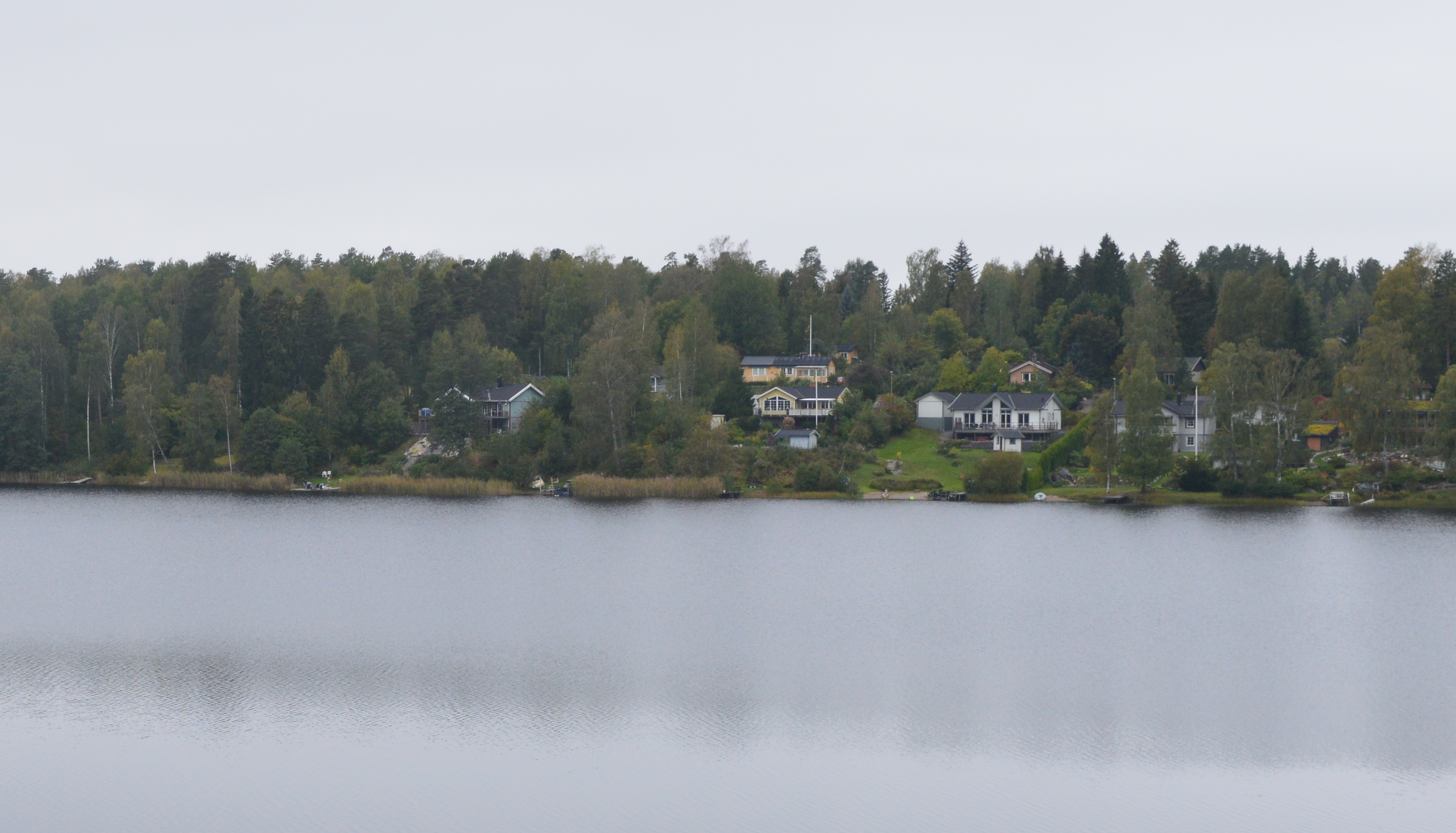
Västra Borsökna vid Borsöknasjöns strand